# Évolution du cannibalisme
Pour un article plus général, voir Cannibalisme animal.
Chez les animaux, le cannibalisme consiste à manger une ou plusieurs parties d'un membre de sa propre espèce, par nécessité ou par instinct. 
Les causes amenant au cannibalisme peuvent être multiples, seul est évoqué ici le cannibalisme animal composante du phénomène de la sélection naturelle et ses conséquences sur l'évolution de la population. (Il existe en effet d'autres pressions de sélection s’exerçant sur les individus, comme la dérive génétique ou présentes dans l'équilibre ponctué de l'évolution).
Pour les individus, le cannibalisme peut pour certaines espèces faire évoluer leur morphologie en leur donnant à terme un plus grand potentiel physique. Cependant, le risque de dégradation par certaines maladies est plus important.
Selon sa nature de cannibalisme (caractères non familial, sexuel, familial), la densité de population peut en définitive par le cannibalisme être stable (cannibalisme autorégulateur) mais aussi évoluer jusqu'à la fragmentation sur le territoire et finalement l'extinction de la population.

## Le cannibalisme animal, causes et formes
Le cannibalisme est un phénomène largement répandu au sein du vivant. Le cannibalisme chez les animaux résulte d'un phénomène de compétition intraspécifique poussé à l’extrême. Dans cette forme de prédation, les individus d'une même population animale s'entre dévorent. Le cannibalisme peut s'exprimer de plusieurs façons, notamment :
- cannibalisme sexuel ;
- cannibalisme parental ;
- cannibalisme non parental ;
- cannibalisme intrafraternel (oophagie...).

Le comportement de l'individu et la sélection naturelle favorisent des individus ayant la plus forte valeur sélective ou fitness. La valeur sélective d’un génotype correspond au nombre de descendants viables et fertiles que produit en moyenne chaque individu de ce génotype à la génération suivante. Ainsi, si le cannibalisme apporte des avantages à cet individu, il sera sélectionné. C'est la position de l'individu au sein de son histoire de vie, sa condition physique, son environnement écologique et social qui modifient la probabilité de cannibalisme animal. À l'échelle de la population, le cannibalisme a des effets régulateurs. Il n'est présent que si les avantages directs et indirects qu'il induit sont supérieurs aux coûts engendrés pour produire ce comportement cannibale. Les pressions de sélection favorisant le cannibalisme peuvent être multiples : écologiques ou sociales. Cependant, la raison communément avancée pour expliquer le cannibalisme repose principalement sur le fait qu'il serait le résultat d'une situation de compromis évolutif  dit trade-off. Il s'agit par exemple de la corrélation négative qui existe entre l'énergie allouée à l'activité de recherche de nourriture et l'énergie allouée à la recherche du partenaire sexuel. Le cannibalisme peut être le résultat de phénomènes adaptatifs basés essentiellement sur le manque de ressources alimentaires. Le cannibalisme peut être ponctuel, il résulte alors de phénomènes anormaux (souvent des perturbations extérieures).

## Facteurs du cannibalisme
Ces facteurs ont une influence sur la valeur sélective individuelle ou sur la population.

### Quantité et qualité de la nourriture
Chez tous les êtres vivants, la pénurie de nourriture mène à une limitation de leur croissance, reproduction, vitalité, et de leur survie à long terme. L’évolution vers le cannibalisme est donc un moyen de trouver des calories et des nutriments dans des zones géographiques ou sur des périodes où les réserves sont limitées. Une expérience réalisée chez l'araignée-loup (Pardosa agrestis) montre que le degré de privation de nourriture est directement lié au taux de cannibalisme : l’expérience montre des taux de cannibalisme de 10, 70 et 100 % pour respectivement 0, 14 et 28 jours de privation. En cas de stress lié à l’absence de proies, il va y avoir une augmentation de l’activité de recherche de nourriture, donc du territoire de recherche. Ainsi, la probabilité de rencontre d’un conspécifique se voit augmentée et la prédation intraspécifique qui en résulte aussi.
Selon cette logique, la présence de proies alternatives aura donc pour effet de diminuer la fréquence des évènements de cannibalisme. Cependant, il arrive qu’une privation trop importante mène à un affaiblissement de l’organisme et que le cannibalisme ne diminue pas malgré l’ajout de proies alternatives. Il existe en effet un compromis (trade-off) entre l’énergie allouée à la recherche de nourriture et les gains énergétiques engrangés. L’organisme trop faible continuera de consommer ses conspécifiques eux aussi affaiblis plutôt que d’aller chasser d’autres proies plus vigoureuses; le ratio apport/dépense n’étant pas favorable. C’est aussi le cas d’organismes à l’état larvaire se nourrissant d’œufs pas encore éclos ou non fécondés présents directement sur le site de ponte (coccinelles ou certains amphibiens par exemple).
Un autre facteur dont il faut tenir compte dans l’étude du cannibalisme est la différence entre l’apport calorique (quantité de nourriture) et l'apport nutritionnel (qualité). Le besoin d’un nutriment en particulier est un facteur influençant le cannibalisme. Dans ce cas, une proie de même espèce est considérée comme la meilleure des options pour obtenir le nutriment recherché. C’est l’hypothèse évoquée au maintien d’un régime mixte (cannibale et hétérospécifique) chez des populations dont les ressources ne sont pas limitées.

### Le polyphénisme
Le plus souvent, pour le prédateur, les proies qu’il peut obtenir se situent dans une gamme de taille donnée. Chez les espèces où le cannibalisme implique de s’attaquer à des proies de même taille que soi (parfois plus grosses que les proies usuelles des individus non cannibales de la même espèce), on observe l’existence de différences phénotypiques dans la morphologie entre les individus cannibales et non cannibales de la même espèce, un polyphénisme, aussi appelé polymorphisme (ce peut être un dimorphisme sexuel).
Il existe des morphes cannibales géants. Chez des Ciliés par exemple, le morphe cannibale peut-être deux fois plus grand que l’individu non cannibale. Cette morphologie permet à l’individu de manger ses conspécifiques mais aussi d’obtenir des proies hétérospécifiques plus grosses. Un individu ne possédant pas ce phénotype cannibale ne peut pas chasser de telles proies. Même si cette différence de morphologie a un coût important elle peut être vue comme une stratégie de croissance adaptative. Elle permet à l’individu d’être mieux adapté au régime cannibale. Le phénotype cannibale semble être induit par des facteurs alimentaires. La présence de grandes proies d’espèces différentes stimule la production de cannibales dans les populations. Les facteurs génétiques semblent jouer un rôle puisqu’il existe des différences génétiques entre le phénotype des individus cannibales et celui des individus non cannibales.
Exemple de polyphénisme chez le stade larvaire de poisson pélagique : dans l’ordre des Perciformes, les stades larvaires de Scombridae ont été étudiés. Certains se reproduisent en haute mer où il y a peu d’éléments nutritifs, d'autres près des côtes, un milieu beaucoup plus riche en nutriments. Les scientifiques ont observé chez les larves de Percoïdés l’existence d’un phénotype cannibale en réponse au manque de ressources. Alors que ce phénotype n’existe pas chez les larves de Scombroidés. Le phénotype cannibale se caractérise par la présence d’une grande mâchoire au stade larvaire. Cette mâchoire permet aux larves une prédation intracohorte.

### Les facteurs génétiques

#### Au niveau de l'individu
Chez une même espèce, le degré de cannibalisme peut varier en fonction des individus. Ces variations sont dues à des mutations ayant lieu au niveau des gènes responsables de la mise en place d’adaptations physiologiques favorisant l’évolution du cannibalisme. Les gènes ne contrôlent donc pas le cannibalisme mais les traits de caractère associés à celui-ci. Selon les contraintes du milieu de vie de l’individu, la sélection naturelle favorisera l’évolution vers le cannibalisme ou l’évolution vers le « non-cannibalisme ». 
Par exemple, chez la coccinelle aphidiphage, les larves mangent les œufs de leur propre espèce. Ce cannibalisme a lieu si les femelles coccinelles viennent pondre leurs œufs aux endroits où se trouvent les larves. Cependant, les mères savent repérer une hormone produite par les larves et vont donc pouvoir éviter d’aller pondre leurs œufs à ces endroits pour les protéger. La reconnaissance de l’hormone est un trait de caractère contrôlé par les gènes et permet d’influencer l’évolution du cannibalisme,. 

#### Au niveau de la population
Les gènes vont avoir une importance dans l’évolution du cannibalisme. Si le milieu favorise le cannibalisme, les individus cannibales transmettront le gène responsable à leur descendance. La densité des cannibales au sein de la population augmentera ainsi génération en génération.

### Densité-dépendance et régulation de la population
La prédation intraspécifique est souvent favorisée par une forte densité de population. Ainsi, si la population est importante, les individus cannibales auront de quoi se nourrir, pourront se reproduire et donc seront sélectionnés. Même si les effets de la densité-dépendance négative sont souvent confondus avec les effets du manque de nourriture, on observe lors de densités élevées une augmentation des taux de cannibalisme. La première raison pour expliquer ce phénomène n’est pas propre au cannibalisme mais à la prédation elle-même. Quand la densité de proie est élevée, la prédation augmente. 
De plus, la densité influe sur le cannibalisme à cause de la territorialité. Dans de nombreuses espèces, les individus ont un territoire sur lequel ils sont intolérants à la présence d’autres individus de la même espèce. Ainsi lors de fortes densités de population, les individus conspécifiques vont alors entrer plus souvent en compétition. Une réponse à ce phénomène de compétition extrême peut être le cannibalisme. En mangeant leurs conspécifiques, les individus cannibales gagnent (en plus du gain apporté par l’acte lui-même) un territoire et les ressources qui lui sont attachées. Ces guerres territoriales, accompagnées de cannibalisme sur le perdant, ont souvent lieu chez les insectes sociaux comme les fourmis et les termites.
Le cannibalisme est un processus autorégulateur, il tend à ajuster la population à la quantité de ressources disponibles. Ainsi, le cannibalisme augmente quand la prédation interspécifique diminue et diminue quand la quantité de proie hétérospécifique augmente. Différentes relations de rétrocontrôle existent entre les ressources disponibles et le cannibalisme :
- Les individus de la même espèce sont mangés par les cannibales, la population de prédateurs intraspécifiques diminue et donc la quantité de nourriture par habitant augmente.
- La densité augmente, donc la nourriture par individu et le taux de croissance diminuent, il y a production d’individus plus petits, vulnérables. Ces individus attirent plus les cannibales.
- Les individus sont repus grâce au cannibalisme, la recherche de nourriture et le stress associé diminuent et ainsi que le cannibalisme.

Le cannibalisme fonctionne de la même manière que les dominances sociales et territoriales pour maintenir la population sous la capacité de charge du milieu. Néanmoins, le cannibalisme doit être nécessaire et suffisant pour avoir un effet régulateur sur la population. Un exemple de cannibalisme induit par une densité de population élevée est observé chez la souris domestique Mus musculus : un cannibalisme important apparaît quand les souris sont trop nombreuses sur un même territoire, malgré la présence de ressources alimentaires suffisantes. Dans des conditions de surpopulation la femelle souris mange ses petits (cannibalisme parental).

## Conséquences du cannibalisme pour l'individu et pour la population

### Conséquences pour l'individu
À l'échelle de l'individu, le cannibalisme sera favorisé lorsque les bénéfices apportés par ce comportement seront supérieurs aux coûts engendrés par la production de ce dernier. La théorie de l'évolution est basée sur le fait que le maintien de ce comportement n'est possible que s'il augmente la valeur sélective de l'individu.
Le cannibalisme peut procurer différents types de bénéfices pour l'individu cannibale : 

#### Bénéfice nutritionnel et énergétique
Le principal facteur influençant le cannibalisme est la nécessité de combler des besoins alimentaires, il en découle donc que le principal bénéfice du cannibalisme est d’ordre nutritionnel et énergétique.
En effet, un meilleur équilibre nutritionnel et des apports énergétiques suffisants vont améliorer de nombreux aspects de la vie des individus cannibales : croissance et développement accélérés, taille supérieure à celle des non cannibales de la même espèce, survie augmentée.
On peut noter que le régime cannibale a des bénéfices directs pour celui qui se nourrit mais aussi des bénéfices indirects pour les futurs nouveau-nés. Par exemple, des apports supérieurs sont un avantage dans le régime d’une femelle qui est en période de gestation ou de lactation.

#### Bénéfice de survie
Le cannibalisme apporte un bénéfice évident, celui de pouvoir s'opposer à d'autres individus de la même population ayant adopté un comportement cannibale. En effet, si un individu est entouré de conspécifiques cannibales et qu'il n'a pas adopté cette stratégie, alors sa survie sera diminuée car il n'aura pas la possibilité de s'opposer à ces individus. Ceci peut se produire dans des sociétés animales qui sont en temps normal herbivores, par exemple chez certains insectes.

#### Bénéfice au niveau du territoire
Le cannibalisme peut aussi avoir lieu afin d’éliminer des rivaux. Dans ce cas il résulte souvent de la supériorité de certains individus sur d’autres dans la compétition pour obtenir et garder un territoire et les ressources qui lui sont rattachées.

#### Bénéfice dans la recherche de nourriture
Le cannibalisme se développe surtout dans des conditions où la disponibilité des ressources est faible. Un individu devra allouer plus de temps et d’énergie à la recherche de nourriture, temps et énergie qu’il ne pourra avoir pour d’autres activités comme la recherche d’un partenaire sexuel ou la vigilance face aux prédateurs. De plus l’individu sera globalement plus faible. Dans un cas comme celui-ci, le cannibalisme devient favorable car il abaisse le temps de recherche de nourriture (ou activité de foraging), l’individu dépense moins de temps pour trouver une proie et peut éviter d’être lui-même une proie de par sa faiblesse.
La valeur sélective d'un individu cannibale va cependant être réduite par les coûts que ce comportement engendre, notamment :

#### Coût de «contre-attaque»
Lorsqu'un individu devient prédateur d’un conspécifique, il y a augmentation des coûts de prédation pour cet individu devenu prédateur. En effet, il est plus difficile de chasser un individu de taille similaire avec les mêmes capacités physiologiques et morphologiques. Ce phénomène n’est valable que lorsque le cannibalisme n’engendre pas de polyphénisme, ce qui est le cas chez certaines espèces. Il résulte de cette prédation intraspécifique un coût associé au fait que la défense vis-à-vis d’un individu semblable est plus difficile que celle à mettre en place contre une proie hétérospécifique (le risque de blessure importante ou de mort du cannibale durant la prédation est fortement augmenté),.

#### Risques associés aux maladies
Les individus en pratiquant le cannibalisme risquent des infections parasitaires et des maladies dégénératives. Les parasites sont la plupart du temps hôte-spécifiques, donc en mangeant des individus de la même espèce les prédateurs accentuent le risque d’infection parasitaire. Il a été ainsi démontré que chez Spodoptera frugiperda, un papillon de nuit, la transmission d’un virus (IIV) chez les larves est négligeable en absence de cannibalisme. Par contre quand les larves sont cannibales, 92 % d’entre elles sont infectées. Le cannibalisme en présence de larves infectées a donc un coût très important. 

#### Risques associés à la reproduction sexuée
Deux cas de cannibalisme sont liés à ces coûts : le cannibalisme sexuel et celui s’exerçant sur ses apparentés (au sein des fratries et sur ses descendants).
Le risque associé au cannibalisme sexuel est que la femelle ne trouve plus assez de partenaires pour se reproduire. 
Le coût lié au cannibalisme entre apparentés est génétique. La valeur sélective inclusive se voit diminuée si les fratries sont réduites par le cannibalisme ou si la mère mange ses œufs ou ses petits. Cependant il existe chez de nombreuses espèces une reconnaissance (non consciente) de ses apparentés qui permet de limiter ce type de cannibalisme aux situations ou le gain énergétique est vraiment substantiel et indispensable,.

### Conséquences pour la population
Dans certains cas, le cannibalisme augmente la valeur sélective individuelle et la valeur sélective de la population. La sélection va donc dans le même sens de la sélection de groupe. On observe différents types de bénéfices : 
- le cannibalisme permet l’autorégulation de la densité de la population de telle manière qu’elle ne surexploite pas l’environnement ou qu’elle ne soit pas affamée. Ainsi, la densité de la population reste sous la capacité porteuse de l’environnement. Ce phénomène est appelé autorégulation de l'homéostasie ;
- amélioration de la qualité des individus de la population : les survivants au cannibalisme sont plus vigoureux que les survivants d’une population réduite à cause de la compétition pour la nourriture. Cette compétition est symétrique, c'est-à-dire que tous les individus sont touchés de la même manière et sont donc tous plus faibles. Les survivants de la population cannibale sont mieux nourris et ont donc plus d’énergie à allouer à la reproduction par rapport à des individus se livrant à une compétition pour des ressources réduites ;
- lors d’une période où la population est privée de ses ressources habituelles, le cannibalisme permet l’apport de nourriture ce qui augmente la stabilité de la population et diminue la probabilité d’extinction[8],[4].

Dans d’autres cas, le cannibalisme ne fournit des avantages qu’au niveau individuel et va désavantager la population. La sélection individuelle est donc opposée à la sélection de groupe. Dans ce cas où la valeur sélective de la population diminue, la densité de population va se réduire jusqu’à la fragmentation de la population ou l’extinction.